# Chuvaches

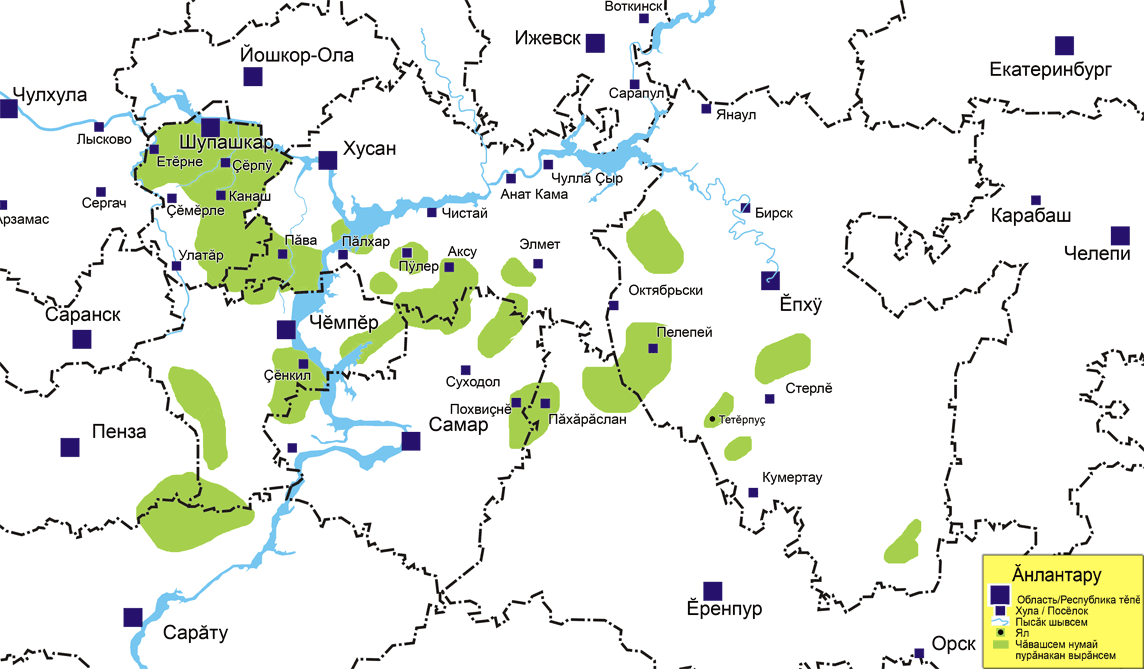
Diáspora Tchuvache – Distrito Federal de Privoljski (Volga).

O povo chuvache[carece de fontes?] ou chuvaxo (em chuvaxo/chuvache Чăвашсем; em russo:  Чуваши) é um grupo de povos étnicos turcomanos nativos de uma área que se estende da região do rio Volga à Sibéria. A maioria vive na Chuváxia e áreas circunvizinhas, embora haja comunidades chuvaches por toda a Rússia, bem como em países da antiga União Soviética.

## Etimologia
Não uma hipótese universalmente aceita para a origem da palavra chuvache. Aqui algumas teorias.

### Suvar
Alguns defendem que seja uma adaptação  “Shaz-Túrquica” o termo da língua Lir-Túrquica, um etnônimo do povo antigo qe seria ancestral dos Chuvaches (Compare-se o Lir-tùrquico huran ao  Shaz-Túrquico qazan - caldeirão).

### Jăvaš
Outros sugerem que a palavra chuvache possa ter vindo da  palavras turcomana comum a muitas línguas do grupo,  jăvaš ("amigável", "pacífico") numa oposição ao “Cheremis” şarmăs ("aguerrido").

## Origem
Há rivalidade entre aqueles que estudam as origem dos Chuvaches. Uns acreditam que tenham se originado da miscigenação das tribos túrquicas Suares e Sabires da Bulgária do Volga a com tribos locais Maris e a população também com povos fino-úgricos da bacia do rio Volga. Outra hipótese diz que os Chuvaches são remanescente de uma etnia anterior aos Búlgaros do Volga, que se miscigenaram aos Citas, com os próprios Búlgaros do Volga e com os Maris .

## Subgrupos
Os chuvaches se dividem em dois grupos maiores: Virjal ou Turi (вирьял, тур) Alto e Baixo ('Anatri -анатри). Esse ultimo se divide ainda em  seus próprios sub-grupos: Anat jenci (анат енчи; meio baixo) e Hirti (хирти; das estepes).

## Língua
Eles falam a língua chuvache, muitos falam também a língua russa e/ou o Tártaro.

## Religião
Os Chuvaches dão grande atenção na preservação de suas crenças tradicionais, seu Deus “Tura”. Para se prevenir das influências da Igreja Ortodoxa e do Islamismo, eles se separaram dos grupos étnicos das vizinhanças, o que levou a muito séculos de endogamia. Parte dos Chuvaches, porém, seguem a crença Cristã Ortodoxa da Igreja Ortodoxa Russa . Há traços ainda de tradições e crenças pré-cristãs, pagãs, nas suas atividades culturais.

## História
Os ancestrais túrquicos do povo Chuvache teriam vindo da Sibéria central, onde viviam na bacia do rio Irtysh (entre o rio Tian Shan e as montanhas Altai) pelo menos desde o 3º milênio a.C. No início do 1º século da.C.I, os búlgaros começaram a se mover para oeste através da região Zhetysu e as estepes do atual Cazaquistão, chegando ao norte do Cáucaso por volta dos séculos II a III d.C. ali estabeleceram  diversos estados na antiga Bulgária no litoral do mar Negro e no Ducado de Suvar (onde hoje é o Daguestão e fizeram contato com povos iranianos. Há razões que apontam a crença de que os chuvaches foram o centro dos hunos sob o comando de Átila.
A antiga Bulgária se desfez na segunda metade do século VII devidos a diversas invasões Cazares. Parte de sua população fugiu para o norte, para a região dos rios Volga e Kama, onde se estabeleceram com o os Búlgaros do Volga, que depois se tornaram muito poderosos e sua capital foi a quarta maior cidade do mundo.. Pouco depois disso, o Ducado de Suvar foi forçado a se tornar vassalo dos Búlgaros. Cerca de meio século depois, os Suvars tomaram parte nas guerras Khazar-Árabes de 732-737.

## Famosos
Aqui se apresentam alguns conhecidos Chuvaches:
- Gennadiy Aygi - Poeta e tradutor
- Şeşpĕl Mišši Andriyan - Poeta
- Nikita Bichurin – Especialista em China
- Konstantin Vasilyevich Ivanov - Poeta
- Boris Markov - Ator
- Nikolay Vasilyevich Nikolsky – Etnógrafo e Folclorista
- Nadejda Pavlova – Bailarina clássica (não confundir com Anna Pavlova)
- Konstantin Vasilyevich Ivanovv - Poeta
- Andrian Nikolayev – Cosmonauta
- Zoya Parfenova - Militar
- Praski Vitti - Pintor
- Ivan Yakovlev – Educador e escritor
- Valery Yardy - Ciclista